# كيت مانسي
كيت مانسي (بالإنجليزية: Kate Mansi)‏ (ولدت في 15 سبتمبر 1987) ممثلة أمريكية.

## روابط خارجية
- KateMansiعلى تويتر.
- كيت مانسي على إنستغرام
- كيت مانسي على موقع IMDb (الإنجليزية)
- كيت مانسي على موقع كينوبويسك (الروسية)